# Liste der Baudenkmale in Neuzelle
Die Liste der Baudenkmale in Neuzelle enthält alle Baudenkmale der brandenburgischen Gemeinde Neuzelle und ihrer Ortsteile. Grundlage ist die Landesdenkmalliste mit dem Stand vom 31. Dezember 2021. Die Bodendenkmale sind in der Liste der Bodendenkmale in Neuzelle aufgeführt.

## Baudenkmale in den Ortsteilen
In den Spalten befinden sich folgende Informationen:
- ID-Nr.: Die Nummer wird vom Brandenburgischen Landesamt für Denkmalpflege vergeben. Ein Link hinter der Nummer führt zum Eintrag über das Denkmal in der Denkmaldatenbank. In dieser Spalte kann sich zusätzlich das Wort Wikidata befinden, der entsprechende Link führt zu Angaben zu diesem Denkmal bei Wikidata.
- Lage: die Adresse des Denkmales und die geographischen Koordinaten. Link zu einem Kartenansichtstool, um Koordinaten zu setzen. In der Kartenansicht sind Denkmale ohne Koordinaten mit einem roten beziehungsweise orangen Marker dargestellt und können in der Karte gesetzt werden. Denkmale ohne Bild sind mit einem blauen bzw. roten Marker gekennzeichnet, Denkmale mit Bild mit einem grünen beziehungsweise orangen Marker.
- Bezeichnung: Bezeichnung in den offiziellen Listen des Brandenburgischen Landesamtes für Denkmalpflege. Ein Link hinter der Bezeichnung führt zum Wikipedia-Artikel über das Denkmal.
- Beschreibung: die Beschreibung des Denkmales
- Bild: ein Bild des Denkmales und gegebenenfalls einen Link zu weiteren Fotos des Baudenkmals im Medienarchiv Wikimedia Commons

### Bomsdorf
| ID-Nr.            | Lage                  | Bezeichnung | Beschreibung | Bild           |
| ----------------- | --------------------- | ----------- | ------------ | -------------- |
| 09115007 Wikidata | Am Dorfteich 4 (Lage) | Dorfkirche  |              | weitere Bilder |
| 09115008          | Parkweg 4 (Lage)      | Gutshaus    |              | Gutshaus       |

### Göhlen
| ID-Nr.            | Lage                         | Bezeichnung | Beschreibung | Bild           |
| ----------------- | ---------------------------- | ----------- | ------------ | -------------- |
| 09115017 Wikidata | Alte Lindenstraße 10a (Lage) | Dorfkirche  |              | weitere Bilder |

### Henzendorf
| ID-Nr.   | Lage                      | Bezeichnung                                                                 | Beschreibung | Bild           |
| -------- | ------------------------- | --------------------------------------------------------------------------- | ------------ | -------------- |
| 09115023 | Heidelandstraße 10 (Lage) | Turm der alten Dorfkirche sowie deren Kanzel und Altar, in der neuen Kirche |              | weitere Bilder |

### Möbiskruge
| ID-Nr.                           | Lage                | Bezeichnung                     | Beschreibung                                          | Bild                            |
| -------------------------------- | ------------------- | ------------------------------- | ----------------------------------------------------- | ------------------------------- |
| 09115092                         | Parkstraße 3 (Lage) | Pfarrhaus mit Stall und Scheune |                                                       | Pfarrhaus mit Stall und Scheune |
| 09115813 Teilobjekt zu: 09115092 | Parkstraße 3 (Lage) | Scheune                         | Die Scheune befindet sich im Hof.                     | BW                              |
| 09115814 Teilobjekt zu: 09115092 | Parkstraße 3 (Lage) | Stall                           | Der Stall befindet sich im Hof hintern dem Pfarrhaus. | BW                              |
| 09115027                         | Parkstraße 6 (Lage) | Dorfkirche                      |                                                       | weitere Bilder                  |
| 09115966 Teilobjekt zu: 09115027 | Parkstraße 6 (Lage) | Orgel                           | Die Orgel wurde 1797/1798 erbaut.                     | Orgel                           |

### Neuzelle
| ID-Nr.                           | Lage                         | Bezeichnung | Beschreibung | Bild |
| -------------------------------- | ---------------------------- | --- | --- | --- |
| 09115505                         | (Lage)                       | Historischer Ortskern mit Klosteranlage | | Historischer Ortskern mit Klosteranlage |
| 09115044                         | Stiftsplatz 4, 6, 7 (Lage)   | Klosteranlage (Stift Neuzelle), darin Klosterkirche (Stiftskirche), Klausurbereich (Gymnasium) und Klosternebengebäude, Pfarrkirche „Zum Heiligen Kreuz“, Freiflächen sowie Klostergarten mit Orangerie | Die Klosteranlage wurde im 13. Jahrhundert gegründet und bestand bis 1817, als sie von der preußischen Regierung säkularisiert wurde. Die Besitztümer wurden an das preußisch staatliche Stift Neuzelle überführt. Das Stift bestand bis 1955 und wurde 1996 als öffentlich-rechtliche Stiftung des Landes Brandenburg wiedergegründet. Die Pfarrkirche „Zum Heiligen Kreuz“ wurde von 1728 bis 1734 erbaut. | weitere Bilder |
| 09115798 Teilobjekt zu: 09115044 | Stiftsplatz 4, 6, 7 (Lage)   | Klosterkirche | | Klosterkirche |
| 09115968 Teilobjekt zu: 09115044 | Stiftsplatz 4, 6, 7 (Lage)   | Orgel | Die Orgel befindet sich in der Sakristei. | Orgel |
| 09115577 Teilobjekt zu: 09115044 | Stiftsplatz 4, 6, 7 (Lage)   | Orgel | Die Orgel wurde von 1804 bis 1806 erbaut. | Orgel |
| 09115799 Teilobjekt zu: 09115044 | Stiftsplatz 4, 6, 7 (Lage)   | Klausur | Die Klausur befindet sich nördlich der Kirche. | BW |
| 09115800 Teilobjekt zu: 09115044 | Stiftsplatz 4, 6, 7 (Lage)   | Kirche | Die Kirche befindet sich an der Südpforte des Klosterstiftes. | Kirche |
| 09115969 Teilobjekt zu: 09115044 | Stiftsplatz 4, 6, 7 (Lage)   | Orgel | Die Orgel befindet sich in der Pfarrkirche zum Heiligen Kreuz. | Orgel |
| 09115801 Teilobjekt zu: 09115044 | Stiftsplatz 4, 6, 7 (Lage)   | Klostergarten | | Klostergarten |
| 09115802 Teilobjekt zu: 09115044 | Stiftsplatz 4, 6, 7 (Lage)   | Orangerie | | Orangerie |
| 09115057                         | Bahnhofstraße 14 (Lage)      | Wohnhaus | | Wohnhaus |
| 09115058                         | Bahnhofstraße 15 (Lage)      | Wohnhaus | | Wohnhaus |
| 09115055                         | Bahnhofstraße 34 (Lage)      | Wohnhaus | Der massive verputzte Ziegelbau im Jugendstil entstand um 1900. | Wohnhaus |
| 09115051                         | Brauhausplatz (Lage)         | Christussäule | Die Säule aus Sandstein entstand zwischen 1736 und 1740 und zeigt einen segnenden Salvator. | weitere Bilder |
| 09115050                         | Brauhausstraße (Lage)        | Dreifaltigkeitskapelle | Die Dreifaltigkeitskapelle ist eine Kapelle, die auch „Schiefe Kapelle“ genannt. Sie entstand im zweiten Viertel des 18. Jahrhunderts. | Dreifaltigkeitskapelle |
| 09115052                         | Frankfurter Straße 3a (Lage) | St.-Florian-Stift | | St.-Florian-Stift |
| 09115059                         | Frankfurter Straße 10 (Lage) | Wohnhaus | | Wohnhaus |
| 09115752                         | Kirchstraße 1 (Lage)         | Wohnhaus | | Wohnhaus |
| 09115053                         | Kirchstraße 38 (Lage)        | Marmorierhaus | In diesem Gebäude wohnten Kunsthandwerker, die das Marmorieren ausübten. | Marmorierhaus |
| 09115062                         | Lieberoser Straße 15 (Lage)  | Schlabener Mühle mit Wassermühle einschließlich ihrer technischen Einrichtung und Wohnbereich, zwei Nebengebäuden sowie Hofpflasterung und Mühlenstau                                                   | | Schlabener Mühle mit Wassermühle einschließlich ihrer technischen Einrichtung und Wohnbereich, zwei Nebengebäuden sowie Hofpflasterung und Mühlenstau |
| 09115803 Teilobjekt zu: 09115062 | Lieberoser Straße 15 (Lage)  | Wassermühle & Wohnhaus | | BW |
| 09115804 Teilobjekt zu: 09115062 | Lieberoser Straße 15 (Lage)  | Stall | | BW |
| 09115805 Teilobjekt zu: 09115062 | Lieberoser Straße 15 (Lage)  | Wirtschaftsgebäude | | BW |
| 09115060                         | Priorsberg 3 (Lage)          | Wohnhaus | Das ehemalige Carolus-Heim des Klosterstiftes (datiert auf 1751/1800) ist heute ein Internat des Gymnasiums. | Wohnhaus |
| 09115049                         | Priorsberg 9, 10 (Lage)      | Klosterspital | Inzwischen wurde das Haus zu einem Wohnhaus umgenutzt. | BW |
| 09115061                         | Slawengrund 11 (Lage)        | Tuchmacherhaus mit Nebengebäude (heute Museumshof „Strohhaus“) | Das Wohnhaus und das Stallgebäude mit Rohrdeckung und Roggenstrohfirst wurden 1780 vom Tuchmachermeister Franz Flickschuh erbaut. Erhalten blieb die originale Substanz und die Anordnung der Räume aus der Erbauerzeit mit Schwarzer Küche, Lichtkamin, Holzbalkendecken, bemalten Stubentüren, Hausrat und Werkzeugen. Das Ensemble ist am 12. Oktober 2001 zum Museumshof „Strohhaus“ umgestaltet worden. Seit 2001 findet jährlich eine Ostereierausstellung statt, die erste erfolgte noch in der Bauphase. | Tuchmacherhaus mit Nebengebäude (heute Museumshof „Strohhaus“)                                                                                        |

### Schwerzko
| ID-Nr.                           | Lage                         | Bezeichnung | Beschreibung                                                                                                 | Bild      |
| -------------------------------- | ---------------------------- | ----------- | --- | --------- |
| 09115068                         | Schwerzkoer Straße 41 (Lage) | Sägemühle   | Sägemühle (Ersterwähnung 1420 als Kornmühle) mit rekonstruiertem Wasserantrieb und funktionsfähigem Sägewerk | Sägemühle |
| 09115806 Teilobjekt zu: 09115068 | Schwerzkoer Straße 41 (Lage) | Sägemühle   | | BW        |

### Steinsdorf
| ID-Nr.                           | Lage             | Bezeichnung | Beschreibung                                | Bild           |
| -------------------------------- | ---------------- | ----------- | ------------------------------------------- | -------------- |
| 09115069 Wikidata                | Dorfaue 1 (Lage) | Dorfkirche  | Fachwerkbau mit hölzernem Dachturm von 1749 | weitere Bilder |
| 09115971 Teilobjekt zu: 09115069 | Dorfaue 1 (Lage) | Orgel       |                                             | BW             |

### Treppeln
| ID-Nr.                           | Lage   | Bezeichnung                                                                | Beschreibung | Bild           |
| -------------------------------- | ------ | -------------------------------------------------------------------------- | ------------ | -------------- |
| 09115609                         | (Lage) | Waschhaus mit Backofen der Schlaubemühle und Grabstein des letzten Müllers |              | weitere Bilder |
| 09115610 Teilobjekt zu: 09115609 | (Lage) | Grabanlage                                                                 |              | Grabanlage     |